# 2. asociační liga 1931/1932
V soubojích 3. ročníku 2. asociační ligy 1932/33 (2. fotbalová liga) se utkalo 9 týmů dvoukolovým systémem podzim–jaro. Vítězem se stalo pražské mužstvo SK Libeň. Postoupilo taktéž mužstvo SK Plzeň ze 2. příčky.

## Konečná tabulka
| Poř. | Tým                  | Z  | V  | R | P  | VG | OG | B  |
| ---- | -------------------- | -- | -- | - | -- | -- | -- | -- |
| 1.   | SK Libeň             | 16 | 13 | 2 | 1  | 54 | 23 | 28 |
| 2.   | SK Plzeň             | 16 | 8  | 6 | 2  | 35 | 17 | 22 |
| 3.   | ČAFC Vinohrady       | 16 | 8  | 3 | 5  | 40 | 39 | 19 |
| 4.   | SK Meteor Praha VIII | 16 | 7  | 4 | 5  | 46 | 42 | 18 |
| 5.   | SK Rakovník          | 16 | 8  | 2 | 6  | 38 | 35 | 18 |
| 6.   | SK Olympia Plzeň     | 16 | 6  | 1 | 9  | 45 | 42 | 13 |
| 7.   | Nuselský SK          | 16 | 4  | 3 | 9  | 35 | 42 | 11 |
| 8.   | SK Slavoj Žižkov     | 16 | 4  | 2 | 10 | 34 | 37 | 10 |
| 9.   | SK Čechie Praha VIII | 16 | 1  | 3 | 12 | 23 | 68 | 5  |

Poznámky:
- Z = Odehrané zápasy; V = Vítězství; R = Remízy; P = Prohry; VG = Vstřelené góly; OG = Obdržené góly; B = Body

- Přímo do 1. asociační ligy 1932/33 postoupila mužstva SK Libeň a SK Plzeň.[1] Do kvalifikačního turnaje postoupila mužstva SK Meteor Praha VIII a ČAFC Vinohrady.[1]

|  | Postup do 1. asociační liga 1932/33 |

## Kvalifikační turnaj
Na konci jara 1932 se konal kvalifikační turnaj mezi posledními dvěma oddíly nejvyšší soutěže a dvěma oddíly ze druhé ligy: ČAFC Vinohrady (3. místo) a SK Meteor Praha VIII (4. místo). V asociační lize se udrželo mužstvo SK Kladno, SK Čechie Karlín sestoupila z nejvyšší soutěže.
| Poř. | Tým                  | Z | V | R | P | VG | OG | B  |
| ---- | -------------------- | - | - | - | - | -- | -- | -- |
| 1.   | SK Kladno            | 6 | 6 | 0 | 0 | 26 | 8  | 12 |
| 2.   | SK Čechie Karlín     | 6 | 4 | 0 | 2 | 18 | 9  | 8  |
| 3.   | SK Meteor Praha VIII | 6 | 1 | 1 | 4 | 11 | 22 | 3  |
| 4.   | ČAFC Vinohrady       | 6 | 0 | 1 | 5 | 8  | 24 | 1  |

Poznámky:
- Z = Odehrané zápasy; V = Vítězství; R = Remízy; P = Prohry; VG = Vstřelené góly; OG = Obdržené góly; B = Body